# Quintosole
Quintosole (Quint in dialetto milanese) è un quartiere  di Milano, posto nell'area sud di Milano  appartenente al Municipio  5 e al NIL n. 39 "Quintosole". 
Confina a sud  con il comune di Opera,

## Storia
Quintosole è nominata per la prima volta nel 1346. Nell'ambito della suddivisione del territorio milanese in pievi apparteneva alla Pieve di San Donato, e confinava col Vigentino a nord, con Macconago ad est, con Opera a sud, e coi Corpi Santi ad ovest. Al censimento del 1751 il comune, sede di parrocchia, contò soli 200 abitanti, e risultava amministrato insieme al confinante comune di Selvanesco, inglobato nel 1757.
Salita a 392 residenti nel 1771, in età napoleonica dal 1808 al 1816 Quintosole fu aggregata per la prima volta a Milano, recuperando l'autonomia con la costituzione del Regno Lombardo-Veneto, quando gli abitanti erano divenuti 560.
Nel 1841 il governo austriaco annesse a Quintosole il limitrofo comune di Macconago, dal quale era fisicamente separato dall'odierna SP412 via Ripamonti. Il nuovo municipio allargato fece registrare 826 residenti nel 1853, e poi 882 nel 1859, e 928 abitanti nel 1861.
Nel 1869 al comune di Quintosole furono aggregate Vaiano Valle e Vigentino. Il maggior peso demografico, e quindi elettorale, del Vigentino fece sì che il 24 luglio 1893 il consiglio comunale deliberasse lo spostamento del municipio in quella località, tanto che un mese dopo il governo italiano decretò la mutazione della denominazione comunale. Fu poi il Vigentino trent'anni dopo a confluire nella città di Milano.

## Monumenti e luoghi d’interesse

### Architetture religiose
La chiesa di Santa Maria Assunta di Quintosole è sede di una parrocchia pluri-centenaria. 

## Infrastrutture e trasporti
La località di Quintosole è lambita a est dalla via Ripamonti che è la parte iniziale della strada statale 412 della Val Tidone che collega Milano al confine pavese, presso Landriano (ufficialmente la denominazione di strada provinciale comincia presso il confine con il comune di Opera).
Data la natura rurale e la bassa urbanizzazione dell'area, Quintosole non è servito da linee metropolitane o ferroviarie.
Alcune linee di autobus, gestite da ATM, collegano Quintosole ad altri quartieri milanesi e ai comuni limitrofi.